# Alagón (famiglia)
Gli Alagón (in catalano Alagó), furono una nobile dinastia fondata in Aragona nel XII secolo, diramatasi anche in Sardegna e Sicilia.

## Origini
Capostipite della casata viene indicato un Lope Garcès detto il Pellegrino († 1133), così soprannominato per il suo pellegrinaggio in Terrasanta, dal 1085 al servizio della Casa d'Aragona: combatté per il re Sancho I Ramírez (1064-1094), e i suoi due figli Pietro (1094-1104) e Alfonso (1104-1134). Nel 1119, il Re d'Aragona gli concesse in feudo il borgo aragonese di Alagón, situata nella valle dell'Ebro e nelle vicinanze di Saragozza, che conquistò e da cui cacciò gli occupanti musulmani, assumendone il cognome.
Altre fonti invece attribuiscono la fondazione della dinastia ad un Ermilao, principe di Agen, uno dei nove cavalieri franchi che liberarono la penisola iberica dall'occupazione dei Mori nel 1121.

## Storia
Lope Garcès d'Alagón, primo signore di Alagón, avrebbe contratto matrimonio con Maria de Pallars Sobirá, da cui non avrebbe avuto discendenza maschile. Lasciò in eredità la signoria di Alagón alla figlia Jimena, sposata con Gonzalo Perez de Azagra, che avrebbe lasciato a sua volta la signoria di Alagón a sua figlia, anch’essa di nome Jimena, andata sposa al conte Artale III di Pallars Sobirà († 1167), divenuto maritali nomine signore di Alagón, che assunse il cognome della moglie.
Dall'unione tra il Conte del Pallars Sobirà e Jimena Lopez d'Alagón, nacque Palacino, IV signore di Alagón, che fu padre di Artale († 1213), alfiere maggiore del Regno e gran siniscalco di Aragona. Da Artale d'Alagón e dalla consorte Toda Romeu, nacque Blasco, detto il Grande, capitano dell'esercito al servizio del re Pietro II di Aragona, e del successore Giacomo detto il Conquistatore, che nel 1240 divenne primo signore di Sástago.
Il suddetto Blasco d'Alagón Romeu sposò Margelina de Baucis, da cui nacquero due figli. Di questi, il primogenito, Artale, nel 1239 fu al seguito del visconte Raimondo Folch V de Cardona, e morì all'assedio del castello di Sax, dove un arabo gli scagliò un masso sulla nuca. Sposato con Elvira Ximénez de Urrea dei signori di Biota e Aranda, ebbe da questa unione un figlio, Blasco, II signore di Sástago, che fu il primo del suo casato ad essere insignito della dignità di ricohombre, trasmissibile ai discendenti. Fu padre di Artale, III signore di Sástago († 1295), ricohombre d'Aragona, avuto dalla moglie Giuliana Ximénez de Entenza Luesia, che fu camerlengo del re Pietro III d'Aragona (1276-1285), di cui sposò la figlia naturale Teresa, da cui ebbe quattro figli. Fu anche signore di Calanda, di Oliete e Aris, con queste ultime due cedute al re Giacomo II di Aragona, in cambio delle signorie su Pina de Ebro e Alcubierre.
Artale d'Alagón e Aragona, IV signore di Sástago († 1323), figlio primogenito del predetto Artale, ricohombre d'Aragona, fu alfiere maggiore del Regno e camerlengo d'Aragona, e nel 1309 fondò l'ospedale di Pina de Ebro. Suo fratello Blasco († 1301), maggiordomo del Re Giacomo II, servì gli Aragonesi nelle guerre in Sicilia e in Calabria, e divenuto fedele al re Federico III di Sicilia, questi tra il 1296 e il 1300, lo investì delle baronie siciliane di Salemi, di Sinopoli, di Monteleone, di Ficarra e di Naso, e delle signorie su Seminara e Martorana.
Dalla discendenza di Artale e della moglie Toda Ximénez de Urrea, derivarono il ramo spagnolo dei Conti di Sástago, e quelli della Sardegna e della Sicilia.

## Rami

### Alagón di Spagna
Blasco de Alagón y Olcina († 1529), XI signore di Sástago, Gran camerlengo d'Aragona, viceré e capitano generale di Valencia, nel 1511 fu investito dal re Ferdinando II d'Aragona del titolo di I conte di Sástago. Con lui ebbe perciò inizio il ramo dei Conti di Sástago, e con il figlio Artal de Alagón y Espés (1510-1546), II conte di Sástago, nel 1528, durante la corte dell'imperatore Carlo V d'Asburgo a Monzón, la famiglia Alagón dei Conti di Sástago fu riconosciuta come la seconda tra le otto casate dell'alta nobiltà del Regno d'Aragona.
Con Martín de Alagón y Fernández de Heredia († 1614), VI conte di Sástago, Grande d'Aragona, Gentiluomo di camera del re Filippo III di Spagna, gli Alagón furono investiti del titolo di Marchese di Calandra nel 1605.
Tra i maggiori esponenti della famiglia figurano:
- Artal de Alagón y Martínez de Luna detto il Santo (1533-1593), III conte di Sástago, Grande d'Aragona, viceré e capitano generale di Aragona. Fondò il Collegio della Misericordia per l'assistenza a donne pentite della precedente vita licenziosa, e in vecchiaia si fece francescano come umile servitore, mentre la moglie Luisa Fernández de Heredia y Cuevas del Castillo, diveniva essa pure francescana.[16]
- Pedro de Alagón y Martínez de Luna, fratello minore del precedente, divenuto Pedro de Espés, ereditò la baronia di Alfajarín e annessi, dando origine al ramo cadetto della famiglia. Da lui discendono i Marchesi di Aitona e de la Puebla, nonché Duchi di Medinaceli.[17]
- Enrique de Alagón y Pimentel (1602-1651), VIII conte di Sástago, III marchese di Calandra, Grande d'Aragona, fu Gran camerlengo della Corona, Gentiluomo di camera del re Filippo IV di Spagna, tenente generale dell'Ejército de Tierra, e governatore delle Fiandre. Partecipò alla Battaglia di Nördlingen del 7 settembre 1634, vinta dai cattolici ispano-imperiali contro i protestanti e l'esercito svedese. Beneficò i suoi vassalli di Sástago.[18]

Con il conte Enrique de Alagón y Pimentel, gli Alagón si estinsero in linea maschile, e persero la Contea di Sástago e gli altri feudi. Non ebbe eredi legittimi, ma due figli naturali, Enrique ed Aña Maria che ebbero il titolo di Conti di Fuenclara. I titoli e i feudi dell'Alagón, passarono dopo una lunga lite giudiziale, a Carlos de Aragón de Gurrea y de Borja, duca di Villahermosa.

### Alagon di Sardegna
Il ramo deriva dall'aragonese Artale d'Alagón e Luna, VII signore di Sástago, che partì sotto le insegne del principe Alfonso d'Aragona alla conquista della Sardegna nel XV secolo. Come altre famiglie nobili catalane vennero investiti di un titolo feudale come ricompensa per i servigi resi alla Corona; imparentati con i più illustri casati nobiliari aragonesi, come i Carroz, i de Serra Bas, giudici di Arborea, e i Centelles, gli Alagón detennero per oltre tre secoli, unitamente alle suddette famiglie, tutte le ricchezze della Sardegna. 
Detto Artale, sposò in seconde nozze la nobildonna sarda Benedetta Cubello Deyana, figlia di Leonardo Cubello, marchese di Oristano, e di Costanza Dejana. Artale e Benedetta ebbero ebbe cinque figli, tra cui Leonardo e Salvatore.
Leonardo Alagon Cubello (1436-1494), fu l'ultimo marchese di Oristano (1470-1478), il fratello Salvatore fu il capostipite del ramo dei Marchesi di Villasor, coinvolto con il medesimo nelle lotte contro il re Giovanni II di Aragona, venne arrestato, come ribelle, nel 1478 per poi essere dichiarato innocente nel 1493. Dal matrimonio di Salvatore Alagon e Isabella Besora nacquero sei figli, tra i quali Giacomo, cui sua madre, ormai rimasta vedova, fece ampia donazione dei propri beni. Giacomo Alagon, distintosi nelle guerre delle Fiandre e di Granada, ebbe l'investitura il 30 giugno 1497 e il 30 settembre 1537, come gratifica dei servizi offerti al re da suo figlio Biagio, gli fu concesso il titolo di conte, elevando così il feudo di Villasor a contea. 
Biagio Alagon, nato verso il 1495, ebbe la qualifica comitale nel 1548. Prima militò con onore nell'esercito dell'imperatore Carlo V, si segnalò per valore nella guerra contro Solimano il Magnifico e nella spedizione di Tunisi. Nel 1544 fu incaricato, con successo, dal re di proteggere le coste della Sardegna dalle continue scorrerie degli ottomani, capitanati dal famoso Barbarossa. Gli succedette nei feudi il figlio Giacomo Alagon de Cardona († 1594), III conte di Villasor; per i servizi resi al sovrano Filippo II, ricevette l'investitura di cavaliere dell'ordine di Santiago nel 1567. Con diploma del 19 novembre 1594, Filippo II elevò la contea di Villasor a marchesato, ma il Conte Alagon morì prima che gli venisse notificata questa nomina. 
Martino Alagon Madrigal (1575-1603), II marchese di Villasor e il I conte di Montesanto, ricevette l'investitura del feudo nel 1595. Anche lui, come il padre Giacomo, fu insignito del rango di cavaliere dell'ordine di Santiago (1601). Morì giovanissimo, all'età di 28 anni, lasciando come erede dei feudi il figlio Ilario (o Ilarione). Ilario Alagon Requesens (1601-1655), come i progenitori, venne ordinato cavaliere di Santiago e nel 1628 ricevette l'investitura del feudo di Cabu Abbas. Nel 1634 o nel 1641 (la data è incerta) gli succedette il figlio, Biagio Alagon Roig († 1698), IV marchese di Villasor e II conte di Montesanto. Si distinse nella carriera militare, nel 1640, in occasione della rivolta catalana, armò a proprie spese una compagnia di fanti composta da 3000 uomini e unitala alle compagnie regie contribuì a sedare la rivolta, tanta generosità e coraggio gli aprirono la strada ad onori e a gradi militari maggiori. Il Marchese Biagio fondò nel suo marchesato i villaggi di Villa Hermosa (poi Vallermosa) e di Villarios. L'importanza e il prestigio raggiunti da Biagio e dalla sua famiglia sono provati dal fatto che, nel 1645, gli stamenti del Regno di Sardegna chiesero al re Filippo IV di Spagna la concessione del Grandato e del titolo di duca per il marchese di Villasor. Il consiglio d'Aragona si espresse favorevolmente, ma il marchese morì prima che venissero presi i suddetti provvedimenti, gli stamenti rinnovarono la richiesta nel 1655 a favore del figlio Artaldo, ma gli Alagon non riuscirono ad ottenere l'ambita condizione. Artaldo, ultimo maschio della famiglia Alagon di Villasor, al pari dei suoi predecessori, acquisì dal re di Spagna Filippo V, dignità e privilegi: fu anche appagato del tanto ambito Grandato di Spagna, ma al contrario degli altri membri della famiglia non fu fedele alla corona, parteggiò per l'arciduca Carlo d'Austria contro il re Filippo V e congiurò per dare la Sardegna in mano agli Asburgo. 
Nel 1708 l'isola fu occupata dagli austriaci e fu nominato viceré Fernando Meneses de Sylva, conte di Cifuentes e fratello di Giuseppe de Sylva che aveva sposato Emanuela Alagon, figlia di Artaldo. Artaldo, ebbe una notevole influenza nelle "cose sarde", ma nel 1717, con la Sardegna riconquistata dagli spagnoli, fu costretto a rifugiarsi in Francia. I feudi passarono per linea femminile ai de Sylva-Bazan, famiglia spagnola alla quale furono riscattati nel 1836-1840.

## Armi
- Alagón (Conti di Sastago) e Alagon: campo d'argento, a sei torte di nero 2, 2 e 2.[24]

## Genealogia parziale
Lope Garciez de Alagon, I signore de Alagón (c.1098 - c.1133) - sposò Maria de Pallars Sobira:
1. Ximena Lopez (1125 - ?) - sposò Gonçalo Pérez de Azagra: con discendenza;
2. Roldan Arias - sposò Sancha de Pallas:
  1. Toda Alvarez - sposò Pedro Pérez Ponce de León, commendatore de Castilla y Trece de la Orden de Santiago (1256 - 1280): con discendenza;
3. Artal, II signore (? - dopo il 1336) - sposò Ximena Perez de Alagon:
  1. Palacin:
    1. Toda - sposò Ruy Vazquez: con discendenza;
    2. Artal, guardia maggiore di Aragona - sposò Toda Roman:
      1. Blasco I, conquistatore di Morella, I signore di Sástago (? - dopo il 1233) - sposò Margelina de Baucis:
        1. Costanza - sposò Guillem III de Anglesola, III barone de Bellpuig (? - 1296): con discendenza;
        2. Artal III, V signore di Alagon, II signore di Sastago (? - 1239) - sposò Eva Ximenes de Urrea:
          1. Blasco II, III signore di Sastago - sposò Giussiana Ximenes de Entença Luesia:
            1. Artal IV, signore di Sastago (? - 1295) - sposò dona Teresa d'Aragona, figlia di Pietro III d'Aragona:
              1. Blasco (1290 - 12 ottobre 1355), conte di Mistratta:
                1. Artale I (1320 - 5 febbraio 1389), conte di Mistretta:
                  1. Matteo, barone di Palazzolo e Leontini - sposò Bartolomea Montaperto:
                    1. Margherita
                    2. Giovanni:
                      1. Blasco
                      2. Artale (c.1450 - ?):
                        1. Andrea (1470 - 1496) - sposò Isabella Santapau (1470 - ?):
                          1. Leonora (1486 - ?) - sposò Giovanni Bonajuto: con discendenza;
                          2. Artale
                          3. Ponzio

                        2. Girolamo (c.1480 - ?):
                          1. Artale:
                            1. Girolamo, barone di Bibino Magno:
                              1. Eleonora - sposò Giuliano Abela
                              2. Maria - sposò Alessandro Abela
                              3. Giuseppe:
                                1. Maria - sposò Vincenzo Alagona: con discendenza;

                            2. Inguterra - sposò Caterina Abela:
                              1. Artale:
                                1. Maria - sposò Alessandro Zorba

                            3. Beatrice - sposò Giuliano Abela: con discendenza;

                    3. Artale
                    4. Eleonora
                    5. Berengaria

                  2. Beatricella - sposò Perrone de Campasore: con discendenza;
                  3. Maciotta
                  4. Giovanni
                  5. Maria - sposò Giovanni Cryullas: con discendenza;

                2. Manfredi, barone di Vizzini - sposò Luchina Moncada:
                  1. Artale II (1375 - 1402)

                3. Marchesa - sposò Giovanni IV Barrese, Barone di Pietraperzia e Militello: con discendenza;
                4. Giovanni - sposò Isabella de Alagon (1330 - ?):
                  1. Beatrice, baronessa di Tripi, Saponara e Militello - sposò Guglielmo Raimondo III Moncada: con discendenza;

              2. Violante - sposò Pedro Martínez de Luna, signore de Pola y Almonacid: con discendenza;
              3. Artal V, V signore di Sastago, II di Alcubierre e Pina (? - 1323) - sposò Toda Jimenez de Urrea (? - dopo il 1348):
                1. Juan
                2. Blasco III, signore di Sastago, Alcubierre e Pina, capitano generale d'Aragona (? - 1385) - sposò Marquesa Fernandez de Hijar; sposò poi Sibilla de Cervia:
                  1. (I) Matteo - sposò Bartolomea Casellar, baronessa di Palazzolo:
                    1. Geratina (1370 - 1403) - sposò Angeraldo Desguaneches: con discendenza;

                  2. Artal, signore - sposò Marquesa Martinez de Luna y Xerica:
                    1. Antonia - sposò Martin Juan de Cervellon: con discendenza;
                    2. Artal VI, signore (? - 1446) - sposò Damiana Fernandez de Heredia y Boil; sposò poi Benedetta de Arborea (? - 1483):
                      1. (I) Artal, signore - sposò Juana Fernandez de Hijar y Centelles (? - 1476):
                        1. Blasco - sposò Beatriz de Luna:
                          1. Elfa - sposò Jaime de Luna y Cabeza de Vaca, signore de Illueca y Gotor: con discendenza;
                          2. Pedro, signore - sposò Juana de Olcina:
                            1. Blasco, I conte di Sastago (? - 1530) - - disc.: Conti di Sastago

                        2. Juana (? - 1481)
                        3. Juan (? - 1510)

                      2. (II) Leonardo, IV marchese di Oristano (1436 - 1502) - sposò Maria de Morillo y Linan:
                        1. Artal
                        2. Juan
                        3. Antonio
                        4. Salvador
                        5. Eleonor
                        6. Maria

                      3. Salvador - sposò Isabel de Besora y Civiller, signora di Trajente:
                        1. Benita - sposò Geronimo Urbano de Cervellon: con discendenza;
                        2. Jaime, I conte di Villasor (1470 - 1538) - sposò Isabel Boter y Aragall:
                          1. Blasco, II conte - sposò Ana Folch de Cardona i Requesens, baronessa de Sant Boi:
                            1. Jaime, III conte (? - 1595) - sposò Juana de Madrigal y d'Oms (? - 9 maggio 1597):
                              1. Catalina
                              2. Martin, II marchese di Villasor (1575 - 1622) - sposò Ana Isabel de Requesens y Peralta: 
                                1. Hilarion, III marchese (1590 - 1634) - sposò Ana Maria Marguerita Roig y Salvador:
                                  1. Blanco Tomas, IV marchese (c.1623 - 1652) - sposò Teresa Pimentel y Bazan:
                                    1. Artal, V marchese (? - 1711) - sposò Ana Maria Nicolesa de Benavides y Bazan (? - 6 gennaio 1681):
                                      1. Manuela, VI marchesa (1680 - 1765) - sposò Josef de Silva Meneses y Cordoba: con discendenza;

                                    2. Hilarion
                                    3. Laura (? - 14 settembre 1694) - sposò Basilio de Castellvi y Pons, viceré di Valencia (1615 - 1672): con discendenza;

                                2. Jeronima: con discendenza;
                                3. Juana
                                4. Isabel

                          2. Rafaela - sposò Felipe I de Cervellon y Aragall: con discendenza;
                          3. Isabel - sposò Geronimo de Aragall: con discendenza;
                          4. Geronima - sposò Gerolamo de Castellví, II visconte di San Luri: con discendenza;

                3. Teresa - sposò Alfonso Fernandez de Hijar: con discendenza;
4. Toda Lopez - sposò Rodrigo Abarca Pérez de Azagra, signore de Estella, Tudela, Lerín y Alcanadre: con discendenza;

### Conti di Sastago
Blanco de Alagon y Olcina, I conte di Sastago (? - 1530) - sposò Ana de Espes y Fabra:
1. Artal, II conte (? - 1546) - sposò Maria de Luna y Lanuza, signora della baronia di Escuer:
  1. Pedro (1510 - ?) - sposò Esperanza de Urries:
    1. Martin, signore - sposò Estefanía de Castro y Cervellón, XXIII baronessa de la Laguna:
      1. Margarita, XXIV baronessa (1580 - 8 febbraio 1620) - sposò Francisco de Moncada: con discendenza;

  2. Margarita (? - 7 marzo 1575) - sposò Berenguer Arnao VI de Cervellon y Castro, XX barone de la Laguna (? - 1574): con discendenza;
  3. Artal, III conte (1533 - 1594) - sposò Luisa Fernandez de Heredia y Cuevas (? - 1598):
    1. Blasco (? - 18 giugno 1596) - sposò Catalina Martinez de Luna (? - 1603):
      1. Gabriel Blasco, IV conte (? - 27 novembre 1603) - sposò María Ximénez de Urrea y Aragón, II marchesa de Almonacir:
        1. Catalina, III marchesa (? - 1644)

      2. Ines - sposò Álvaro Fernández de Córdoba y Aragón: con discendenza;
      3. Lorenzo, V conte (1612 - ?)

    2. Martin Artal, I marchese di Calanda, VI conte di Sastaga (1580 - 1614) - sposò Victoria Colonna Pimentel (1590 - ?):
      1. Martin (1600 - 1639)
      2. Enrique, III marchese (1602 - 1658) - sposò Ana de Guevara Manrique:
        1. Enrique
        2. Ana Maria, III contessa di Fuenclara - sposò Juan Francisco Cebrian y Gomez: con discendenza;

    3. Luisa (? - 1633) - sposò Francisco de Aragón Gurrea y Borja, VI duca de Villahermosa: con discendenza;
    4. Francisca
    5. Violante - sposò Luis de Torrellas y Barbaji: con discendenza;
    6. Ines - sposò Diego de Cordoba: con discendenza;
2. Ramon
3. Gaspar
4. Francisco Ramon
5. Beatriz (1503 - ?) - sposò Juan Luis Fernández de Híjar y Ramírez de Arellano, III duca de Hijar (1500 - 1554): con discendenza;